# マーメイド (お笑いコンビ)
マーメイドは、吉本興業（大阪本社）所属のお笑いコンビ。2021年結成。NSC大阪校42期生。

## メンバー
田村 境祐（たむら きょうすけ、1998年11月26日 - ）（26歳）
ツッコミ担当。
静岡県出身、静岡県立新居高等学校・静岡県西部理容美容専門学校卒業。身長178 cm、体重73 kg。血液型はO型。
趣味は腹話術、スニーカー、ファッション、古着屋巡り、喫茶店めぐり、バンドフェス、大食い動画鑑賞、マーベル、ハリーポッター。特技はバスケットボール。
アマチュア時代にはコンビ「カリアゲモーターサイクル」として活動しており、『ハイスクールマンザイ2016』では東海・北陸・甲信越エリア地区代表として決勝進出し、審査員特別賞を受賞。『大学生お笑いコンテスト2017』優勝などの成績を残した。
結成以前はコンビ「お茶の葉」としても活動していた。
実家は床屋経営。美容師家系で、田村も美容師の専門学校を卒業し美容師免許を所持している。

テクニック。（1992年7月23日 - ）（33歳）
ボケ・ネタ作り担当。
本名は、星 達也（ほし たつや）。大阪府堺市出身。身長173 cm、体重85 kg。血液型はAB型。
趣味は未解決事件について調べる、ギャンブル、スポーツ。特技は揉めてる人の間にはいること、ソフトテニス。
Dカップ。保健体育の教員免許を所持している。
デビュー当初は東京を拠点に流しで芸人をしていた。テクニック。自身はそれを「るろうに」と呼んでいる。当時はツッコミ担当だった。
関西トークトライアウト初代王者。
漫才の際のツカミは『一生懸けて償いま～す』。

## 概略
テクニック。は元々ワタナベコメディスクール19期出身で、幼馴染の大親友と上京し「ドーベルマン」というコンビでデビューしていたが、相方に飛ばれ解散する。その後は「愛しのローズマリー」というコンビを組みワタナベエンターテインメント所属までいくが、相方のトラブルにより解散。その後、他コンビや「愛しのローズマリー」再結成などを経て、「ドーベルマン」時代の相方から「もう一回お笑いやりたいと思ってんねん」と言われてその思いを汲み、大阪に戻りNSCに大阪校42期生として入学。「はるみ」としてコンビを再結成するがまたも飛ばれ解散した。
田村も「お茶の葉」というコンビを組んでいたが相方が飛び、解散。互いに相方が飛んだという共通点をきっかけにコンビ結成へ至った。
大阪を拠点に活動している。2021年5月13日に開催された「Kakeru翔チャレンジバトル」にて7位となり、結成から僅か3か月でよしもと漫才劇場への所属が決定する。
コンビ名は、テクニック。の提案してきた『暗黒騎士ガイア』に田村は難色を示したため、せめてコンビ名だけでも綺麗にという思いを込めて田村が名付けたものに由来。
2022 - 23年度『ytv漫才新人賞選考会 ROUND2』では初出場ながら3位タイの高成績を残し、2024 - 25のROUND2では2位通過し決定戦に進出した。

## 芸風
漫才とコント両方を演じる。M-1グランプリ2021では結成1年足らずで3回戦進出を果たす。

## 賞レースでの戦績

### M-1グランプリ
| 年度             | 結果         | エントリー No. | 会場               | 日程     |
| ---------------- | ------------ | -------------- | ------------------ | -------- |
| 2021年（第17回） | 3回戦進出    | 730            | よしもと漫才劇場   | 10月25日 |
| 2022年（第18回） | 3回戦進出    | 1955           | よしもと漫才劇場   | 10月24日 |
| 2023年（第19回） | 3回戦進出    | 3692           | よしもと漫才劇場   | 10月31日 |
| 2024年（第20回） | 準々決勝進出 | 1609           | なんばグランド花月 | 11月20日 |

### その他
- 2021年 キングオブコント 2回戦進出[23]
- 2022年 キングオブコント 1回戦敗退[24]
- 2022年 ytv漫才新人賞選考会ROUND2 3位タイ[25]
- 2023年 UNDER5 AWARD2023 準決勝進出[26]
- 2023年 NHK上方漫才コンテスト 決勝進出
- 2024年 UNDER5 AWARD2024 準決勝進出[27]
- 2024年 NHK上方漫才コンテスト 決勝進出
- 2024年 今宮子供えびすマンザイ新人コンクール 香川登枝緒記念敢闘賞
- 2024年 ytv漫才新人賞選考会ROUND2 2位通過